# Warners (Vermont)
Warner's Grant es una subdivisión territorial del condado de Essex, Vermont, Estados Unidos. Según la estimación de mediados de 2023 de la Oficina del Censo, la zona está deshabitada.
En Vermont, los gores y grants son territorios de un condado que no forman parte de ningún municipio y tienen un autogobierno limitado (si lo tienen, ya que muchos están deshabitados).

## Geografía
La subdivisión está ubicada en las coordenadas 44°55′15″N 71°54′23″O / 44.92083, -71.90639 (44.920946, -71.906297).